# Police Story 2
Police Story 2 es una película de acción/comedia de 1988 de Hong Kong escrita, dirigida y protagonizada por Jackie Chan. Es una secuela de la exitosa película de 1985 Police Story, que continúa la historia del personaje de Chan, "Kevin" Chan Ka-kui. La cinta ha recibido reseñas generalmente positivas, con un rating aprobatorio del 86 % en el sitio de Internet Rotten Tomatoes.

## Sinopsis
El inspector Chan Ka-kui ha sido degradado a la patrulla de carreteras como resultado del manejo de su caso anterior, que involucró el arresto violento del señor del crimen Chu Tao y un fuerte daño a la propiedad. El nuevo deber le agrada a su novia, May, que está contenta de que su novio ya no esté tomando casos difíciles y tenga más tiempo para verla. Sin embargo, el feliz estado de ánimo cambia cuando Ka-Kui es asaltado por Chu Tao y su mano derecha John Ko, más el acoso a su novia, por lo cual deberá hacerles frente otra vez.

## Reparto
- Jackie Chan como "Kevin" Chan Ka-kui.
- Maggie Cheung como May.
- Bill Tung como Bill Wong.
- Lam Kwok-Hung como Raymond Li.
- Chor Yuen como Chu.
- Charlie Cho como John Koo.
- Benny Lai como Dummy.
- Mars como Kim.
- Johnny Cheung como Cheung.
- Ben Lam como Pau Hung.
- Chi Fai Chan como Ngor.
- Ann Mui como Karen.